# Tasmanian Open gennaio 1972
Il Tasmanian Open del gennaio 1972  è stato un torneo di tennis giocato sull'erba. È stata la 15ª edizione dell'Tasmanian Open,che fa parte del Commercial Union Assurance Grand Prix 1972. Si è giocato a Hobart in Australia, dal 10 al 16 gennaio 1972.

## Campioni

### Singolare maschile
Aleksandre Met'reveli ha battuto in finale  Wanaro N'Godrella con il punteggio di 6–2 6–4 6–3

### Doppio maschile
John Cooper /  Colin Dibley  hanno battuto in finale  Aleksandre Met'reveli /  Ross Case 2–6 7–6 7–6 6–4

### Singolare femminile
Ol'ga Morozova hanno battuto in finale  Mona Schallau Guerrant con il punteggio di 6–3 6–3

### Doppio femminile
Mona Schallau Guerrant /  Janet Young hanno battuto in finale  Ol'ga Morozova /  Barbara Hawcroft con il punteggio di 6–3 6–2